# برج الرصاص
برج الرصاص واحدا من أهم وأشهر أبراج المدينة العتيقة بصفاقس.

## موقعه
يوجد برج الرصاص بالجزء الجنوبي من المدينة بين باب الديوان و باب القصبة. و هو يبعد 15 مترا عن مثيله برج دريرة.

## تاريخه
يمثل هذا المعلم أهم تحصينات الواجهة الجنوبية المدينة. حسب العديد من الروايات، تعود تسمية هذا المعلم إلى أسبقيته وكونه أول برج يتم رمي الرصاص من البنادق والمدافع منه. هذا النوع من الأسلحة سهد رواجا في المدينة مع حلول العثمانيين. و تدل البحوث الأثرية به إلى أن وظيفته الأساسية كانت مراقبة الربط الأوروبي بصفاقس. و لذلك يرجح المؤرخون أن تاريخ تشييده يعود إلى فترة بناء الربط الأوروبي سنة 1758.
خلال فترة الحماية الفرنسية بتونس، اتخذت قوات هذه الأخيرة سنة 1901 برجا اسطوانيا كان موجودا بداخله  كمستودع للمياه لفائدة الجنود.
بعد الاستقلال، استعملته البلدية لبعض خدماتها.
حاليا، تم تحويل برج الرصاص إلى مقهى سياحي يدعى «مقهى الديوان».

## هندسته
يختلف هذا البرج عن معظم الأبراج بالمدينة على عديد المستويات: الهندسة، التركيبة، وحتى مواد البناء. هو برج كبير الحجم بطول 24  متر وعرض غربي 13 متر و 8.5 متر عرض شرقي وارتفاع 10 متر وبه 6 فتحات.
يشترك برج الرصاص مع برج النار في العديد من الخصائص الشكلية. و هذا يعود إلى الهدف نفسه لبناءهما: مراقبة الربط الأوروبي.